# Enrico Nigiotti
Enrico Nigiotti (Livorno, 11 giugno 1987) è un cantautore e chitarrista italiano.

## Biografia
Nato nel 1987 a Livorno, fin da bambino ha coltivato la passione per la musica blues ereditata dal padre Stefano. Poco più che sedicenne ha cominciato a scrivere canzoni, ma è stato nel 2008 che ha fatto ufficialmente il suo ingresso nel mondo musicale, dopo aver ottenuto un contratto discografico con la Sugar Music di Caterina Caselli. L'esordio è stato con il singolo Addio, prodotto da Michele Canova Iorfida e arrangiato nei cori da Elisa.

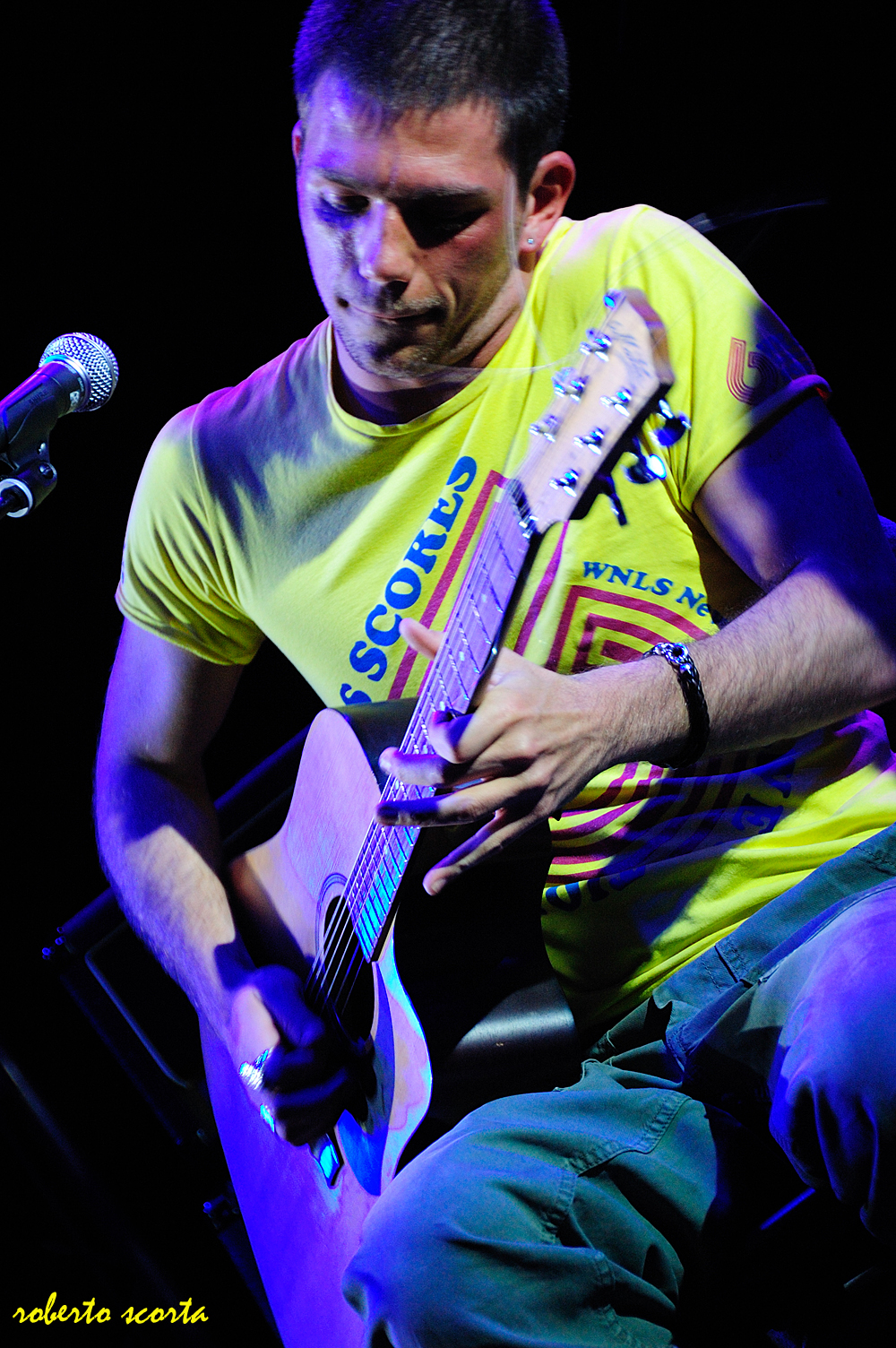
Enrico Nigiotti durante un'esibizione live del 2010

Nel 2009 ha partecipato ai provini della nona edizione del talent show musicale in onda su Canale 5 Amici di Maria De Filippi, accedendo poi alla fase iniziale. Arrivato alla fase serale del programma, Nigiotti ha abbandonato la competizione a favore dell'allora fidanzata Elena D'Amario, anche lei concorrente del talent. Il 26 marzo 2010, nel periodo della sua partecipazione ad Amici, ha pubblicato il suo primo album in studio omonimo contenente brani scritti da lui, da Tricarico e da Gianluca Grignani.
Dopo un periodo lontano dalle scene, nel 2011 ha partecipato a un concorso indetto dall'etichetta discografica di Mara Maionchi Non ho l'età per lanciare sul mercato nuovi talenti, ma l'esperienza non è andata a buon fine. Nel 2012 ha ottenuto un contratto con la Universal Music Italia e sotto la produzione di Brando ha lavorato a un progetto discografico. Con il brano Qualcosa da decidere è stato selezionato per partecipare al 65º Festival di Sanremo nella sezione "Nuove proposte" nel febbraio 2015, dove al termine della kermesse musicale si è classificato al terzo posto. Il 12 febbraio ha pubblicato il suo secondo album in studio Qualcosa da decidere. In quell'anno ha aperto alcune date del tour di Gianna Nannini.
Nel 2017 si è presentato alle selezioni dell'undicesima edizione del talent show X Factor con il brano inedito L'amore è. È stato scelto per far parte della categoria Over 25, guidata da Mara Maionchi e una volta arrivato in finale si è classificato al terzo posto. Poco dopo la partecipazione a X Factor, il singolo L'amore è è stato certificato doppio disco di platino. Nel marzo 2018 ha pubblicato il singolo Nel silenzio di mille parole.
Nigiotti ha aperto il concerto al Circo Massimo di Laura Pausini, per cui ha scritto il brano Le due finestre, incluso nell'album Fatti sentire. Ad agosto 2018 è stato pubblicato il singolo Complici, che ha visto la partecipazione di Gianna Nannini e successivamente certificato disco d'oro dalla FIMI. Il singolo ha anticipato l'uscita del suo terzo album in studio Cenerentola, anch'esso certificato disco d'oro dalla FIMI per le vendite. Nello stesso periodo ha scritto per il brano Ho bisogno di te per Eros Ramazzotti, incluso nell'album Vita ce n'è.
Nel febbraio 2019 ha gareggiato in gara al 69º Festival di Sanremo con il brano Nonno Hollywood, il cui testo ha vinto il Premio Lunezia al valore musical-letterario. Al termine della kermesse musicale si è piazzato al decimo posto.
Il 31 dicembre 2019 Amadeus, durante la conduzione de L'anno che verrà, ha comunicato il suo ritorno al 70º Festival di Sanremo, dove nel febbraio 2020 ha gareggiato in gara con il brano Baciami adesso, contenuto nel quarto album del cantautore Nigio, pubblicato il 14 febbraio. Al termine della kermesse musicale si è piazzato al diciannovesimo posto. Nello stesso anno era prevista la sua partecipazione nel maggio dello stesso anno alla prima edizione del talent show Amici speciali, ma per motivi personali Nigiotti è stato costretto a rifiutare il programma e pertanto il suo posto è stato ceduto al rapper Random. Nel 2022 è stato coach della prima edizione del talent show The Band su Rai 1, vincendo il programma con il gruppo Isoladellerose.
Dopo un anno di pausa discografica, nel 2024 ha pubblicato tre singoli In punta di piedi, Occhi grandi e Tu sei per me. Il 16 maggio 2025 è uscito il singolo Passatempo.

## Discografia
- 2010 – Enrico Nigiotti
- 2015 – Qualcosa da decidere
- 2018 – Cenerentola
- 2020 – Nigio

## Programmi televisivi
- Amici di Maria de Filippi 9 (Canale 5, 2009-2010) - concorrente
- X Factor 11 (Sky Uno, 2017) - concorrente
- The Band 1 (Rai 1, 2022) - coach

## Partecipazioni a manifestazioni canore
- Festival di Sanremo (Rai 1)
  - 2015 – Finalista sezione "Nuove proposte" con Qualcosa da decidere
  - 2019 – 10º posto con Nonno Hollywood
  - 2020 – 19º posto sezione "Campioni" con Baciami adesso

## Riconoscimenti
- Premio Lunezia
  - 2019 – Premio al valore musical-letterario per Nonno Hollywood[14]